# Station Tzummarum
Station Tzummarum (Tzum) was een station aan de spoorlijn Stiens - Harlingen. Het station van Tzummarum was geopend van 2 december 1902 tot 1 december 1940. De spelwijze van Tzummarum op het naambord aan de gevel is "Tjummarum". Dit is opmerkelijk, omdat dit afwijkt van zowel de Friese als de Nederlandse officiële spelling.
Het station is gebouwd naar het stationsontwerp met de naam Standaardtype NFLS, dat voornamelijk werd gebruikt voor verschillende spoorwegstations in Friesland. Het station in Tzummarum viel binnen het type NFLS halte 1e klasse.
Incidenteel was het na de sluiting nog wel in gebruik. Het werd ten slotte door de NS verkocht aan de gemeente Barradeel. Het stationsgebouw kreeg toen een woonbestemming. De laatste bewoonster begin 2000 het stationsgebouw verlaten. Het gebouw verkeerde toen in erbarmelijke staat. Aan het begin van het nieuwe millennium kwamen echter Europese subsidies beschikbaar voor het restaureren van industrieel erfgoed. De stichting DBF (Dorp en Bedrijf Friesland) heeft de restauratie van het stationsgebouw op zich genomen. Deze restauratie was gereed in september 2003. Op 5 december 2003 is het stationsgebouw feestelijk heropend door Ed Nijpels (commissaris van de Koningin Fryslân), Marian Haveman (burgemeester Franekeradeel) en Sinterklaas.
Door de restauratie is de buitenkant weer volledig in de oude, originele staat hersteld. Binnen is het stationsgebouw, met aandacht voor de historische elementen, geschikt gemaakt voor bedrijfsdoeleinden. Zo is bijvoorbeeld het loket bewaard gebleven. Bij de restauratie is ook het perron hersteld en is er weer een stuk rails neergelegd. Ook de bijgebouwen zijn gerestaureerd. Een van deze bijgebouwen is het oude retiradegebouw (toilet). In de retirade is een permanente tentoonstelling van de oudheidkundige vereniging Barradeel ingericht, met onder andere een schaalmodel van het station en een videopresentatie met een overzicht van de historie van het station.